# Henning Rudolf Horn

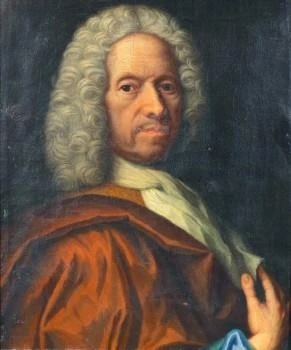
Gemälde von Lukas von Breda.

Henning Rudolf Horn, seit 1701 Freiherr, seit 1715 Graf, (* 1651 in Pommern; † 9. Mai 1730 in Stockholm) war ein schwedischer Generalmajor zur Zeit des Großen Nordischen Kriegs, Generalfeldzeugmeister und Reichsrat.

## Leben
Henning Rudolf Horn af Rantzien (Ranzin) wurde 1651 in Pommern als Sohn von Baltzar Horn und Magdalena Sofia Raden geboren. Er begann seine militärische Laufbahn im Jahre 1664 als Freiwilliger bei der Artillerie. 1679 wurde er zum Oberstleutnant befördert und wurde im Jahre 1681 zum Kommandanten der Festung Kexholm ernannt. 1695 wurde er zum Generalmajor und Kommandant von Narwa ernannt. Er avancierte zum Befehlshaber aller Festungen in Ingermanland.
1700 war er Kommandant während der Ersten Belagerung von Narva und rettete die Stadt vor den Russen. Als Belohnung dafür wurde er im Jahre 1701 in den schwedischen Freiherrenstand erhoben. 1704 bei der zweiten Belagerung von Narva war er immer noch Kommandant. Diesmal fiel die Festung und er wurde gefangen genommen. Über sein Schicksal als Gefangener in Russland gibt es nur wenige Informationen. Zusammen mit seinen sechs Kindern, wurde er mit anderen Gefangenen nach Moskau geschickt. Aus Sicherheitsgründen wurden die Gefangenen im Laufe der Zeit in verschiedene Lager versetzt. Seine Behandlung während der zehn Jahre war abwechselnd von Gewalt und gutmütiger Nachsicht gekennzeichnet, zumindest zeitweise hatte er etwas Bewegungsfreiheit. 1714 kehrte Horn im Rahmen eines Gefangenenaustauschs nach Schweden zurück. Seine beiden Töchter blieben jedoch in Gefangenschaft.
In Schweden wurde Horn von Rantzien 1715 in den Grafenstand erhoben und zum Reichsrat ernannt.

### Familie
Er war mit Helena Sperling (1668–1704), einer Tochter des schwedischen Feldmarschalls Göran Sperling (1630–1691) verheiratet. Das Paar hatte folgende Kinder:
- Ingeborg Christina (* 1681; † 20. April 1761) ⚭ Georg Bogislaus Staël von Holstein (1685–1763)
- Märtha Helena (* 1690; † 30. Mai 1771) ⚭ Feldmarschall Carl Heinrich Wrangell (1681–1755)
- Magdalena Sophia (* 1693; † 30. September 1749) ⚭ Freiherr Sten Coyet
- Ebba Katarina, ⚭ Oberstleutnant Carl Magnus du Rietz
- Jörgen Rudolf († 18. Juni 1746) ⚭ Sophia Catharina Horn (1705–1754)